# Innocent Sinners (film, 1917)
Innocent Sinners est un film américain réalisé par Herman C. Raymaker, sorti en 1917.

## Fiche technique
- Titre original : Innocent Sinners
- Réalisation : Herman C. Raymaker
- Photographie : Lee Bartholomew
- Production : Mack Sennett
- Société de production : Keystone
- Société de distribution : Keystone
- Pays d’origine :  États-Unis
- Langue originale : anglais
- Format : noir et blanc — 35 mm — 1,37:1 — Film muet
- Genre : Comédie
- Durée : une bobine (300 m)
- Date de sortie :
  - États-Unis : 1er avril 1917

## Distribution
- A. Edward Sutherland
- Maude Wayne
- George Binns
- James Donnelly
- Clarence Lyndon